# Lemur zlatý
Lemur zlatý (Hapalemur aureus) je druh lemura patřící do čeledi lemurovití denní (Lemuridae) a rodu Hapalemur. Poprvé byl spatřen v roce 1985 a dva roky později popsán. Dle Mezinárodního svazu ochrany přírody patří mezi kriticky ohrožené druhy.

## Výskyt
Lemur zlatý je endemickým druhem ostrova Madagaskar, obývá především jeho jihovýchodní část. Žije v nadmořských výškách od 600 do 1 400 m n. m. K životu dává přednost vlhkým lesům a bažinám s bambusovými porosty, který tvoří důležitou část jeho potravy.

## Popis
Lemur zlatý dosahuje velikosti kočky, měří na délku zhruba 26 až 45 cm a hmotnost se odhaduje na 1 až 2,5 kg. Samci a samice jsou si navzájem podobní, u tohoto druhu není vyvinut zřetelný pohlavní dimorfismus, ačkoli samice mají obvykle zadní partie šedivější. Srst je na zádech oranžová, na břiše žlutá, zlatých odstínů dosahuje obočí, krk a tváře, obličej je černý. Svým zbarvením se druh odlišuje od svých ostatních příbuzných. Uši jsou malé a čenich krátký. Zuby mají až na stoličky vroubkovaný okraj; jedná se o adaptaci na stravu složenou z bambusu. Celkový zubní vzorec je I 2/2, C 1/1, PM 3/3 a 3/3 M = 36.

## Chování
Lemuři zlatí žijí v malých rodinných skupinách o 2–6 jedincích tvořených samcem, samicí a jejich potomky. Druh je aktivní přes den a za soumraku, někdy též v noci. Jedna skupina si zabírá území až 80 ha, lemur zlatý však není teritoriální. Denně urazí vzdálenost o něco méně než 400 m. Pohybuje se skákáním, na rovných plochách rovněž kvadrupédní chůzí. Dobu bdělosti tráví především sháněním potravy. Tu tvoří především madagaskarské bambusy, převážně druh Cephalostachium madagascariensis, ale i zástupci druhů Cephalostachyum viguieri nebo Arundinaria ambositrensis. Přiživuje se rovněž houbami nebo ovocem. Bambus konzumovaný lemurem zlatým obsahuje vysoké množství kyanidů. Poloopice denně zkonzumuje až ½ kg toxické potravy, obsahující dvanáctinásobnou dávku kyanidu, co by zabila ostatní savce. Strávení takové potravy trvá až dvacet hodin. Způsob, jakým se lemuři vyhýbají otravě, však není znám.

### Rozmnožování
Lemur zlatý je monogamním druhem. Rozmnožování probíhá jednou ročně v červenci až srpnu, v tuto dobu se samcům zvětšuje objem varlat. Zhruba po 138 dnech březosti (v listopadu až prosinci během období dešťů) samice porodí obvykle jedno mládě. Mláďata jsou prvních 10–14 dní ukrytá v hnízdě v husté vegetaci. Samice odcházejí od mláďat shánět potravu na dobu okolo 200 minut. Odstav od mateřského mléka nastane v 6–8 měsících života mláďat, nezávislá se stávají ve třech letech. Průměrná délka života není známa.

## Ohrožení
Dle Mezinárodního svazu ochrany přírody je lemur zlatý hodnocen jako kriticky ohrožený druh a zapsán je rovněž na přílohu I Úmluvy o mezinárodním obchodu s ohroženými druhy volně žijících živočichů a rostlin. Na světě přežívá dle průměru méně než 250 chovných dospělců a populace klesá. Nebezpečí představuje především ztráta přirozeného prostředí způsobená žďářením tropických lesů a těžbou bambusu, lokálně představuje hrozbu taktéž lov. Výskyt druhu byl potvrzen ve dvou národních parcích (Národní park Ranomafana a Národní park Miaronony), ochrana bambusových porostů by měla představovat prioritní ochranné opatření.